# Długoterminowe stopy procentowe
Długoterminowe stopy procentowe – stopy procentowe, które obliczane są na podstawie długoterminowych obligacji rządowych lub porównywalnych papierów wartościowych. Kształtują się one na rynku kapitałowym.
Warunek długoterminowych stóp procentowych jest monetarnym kryterium, należącym do kryteriów konwergencji. W przypadku Unii Europejskiej, mierzone są na bazie 10-letnich obligacji skarbowych państw o najniższej inflacji.
Kanał długoterminowych stóp procentowych wskazuje na możliwość bezpośredniego oddziaływania banku centralnego na poziom tych stóp. Działania te polegają m.in. na zakupie przez bank centralny długoterminowych papierów wartościowych bądź na kształtowaniu oczekiwań rynków finansowych co do przyszłego charakteru polityki pieniężnej.